# گلیرد (جویبار)
گلیرد،( به انگلیسی:Gelyard) روستایی است از توابع بخش مرکزی شهرستان جویبار در استان مازندران ایران.
نام این روستا درگذشته گُل گرد بوده‌است. گل گرد به مکانی گفته می شد که در میان چند محله دیگر قرار داشته و چندین محله یا روستا ( صفرخیل ،میارکلا، واسوکلا و ... ) رابهم متصل می‌کرده‌است.روستای گلیرد به علت مرکزیت دهستان سیاهرود پیش از روستاهای همجوار از نعمت مدرسه برخوردار بوده طوری‌که همهٔ دانش آموزان روستاهای اطراف در گلیرد دوره ی ابتدایی را میگذراندند.
گلیرد با دارا بودن بیش از هفتصد هکتار اراضی شالیزاری و بیش از صد هکتار اراضی باغی از روستاهای پویا در عرصه کشاورزی محسوب میگردد.کشاورزی مکانیزه از دیرباز مورد توجه گلیردی‌ها بوده و امروزه تعداد ماشین آلات مدرن اعم از کمباین و تراکتور گواهی بر این مدعاست.همچنین بکارگیری انرژی برق در امر کشاورزی پیشرفت چشمگیری در چند سال اخیر داشته‌است.

## جمعیت
این روستا در دهستان سیاهرود قرار داشته و براساس آخرین سرشماری مرکز آمار ایران که در سال ۱۳۸۵ صورت گرفته، جمعیت آن ۱۴۵۳نفر (420 خانوار) بوده‌است.